# Elecciones presidenciales de Montenegro de 2008
Las Elecciones presidenciales de Montenegro de 2008 se celebraron el 6 de abril de ese mismo año en todo el país balcánico de Montenegro. El resultado fue una victoria para el actual presidente Filip Vujanović, que recibió el 51.89% de los votos. Estas fueron las primeras elecciones celebradas en el país desde la independencia de Serbia en el año 2006.

## Candidatos

### Partido Democrático de los Socialistas
El gobernante Partido Democrático de los Socialistas nominó al actual presidente de Montenegro, Filip Vujanović. Fue apoyado por el socio de coalición del DPS, el Partido Socialdemócrata de Montenegro, así como por la Iniciativa Cívica Croata, la Unión Democrática de Albaneses y la Comunidad Democrática de Musulmanes Bosnios en Montenegro.

### Oposición
Luego de que fracasaran las propuestas de un candidato común de la oposición, todas las corrientes opositoras postularon a sus propios presidentes como candidatos.

#### Partido del Pueblo Serbio
Andrija Mandić, el líder del Partido Popular de Serbia (SNS), fue nominado como candidato común de la alianza política Lista Serbia (SL). Realizó manifestaciones en la capital de la nación, Podgorica, el 24 de febrero de 2008 contra la reciente declaración unilateral de independencia de Kosovo.

#### Movimiento por los Cambios
El Movimiento por el Cambio (PzP) nominó a su líder Nebojša Medojević. Medojević también fue apoyado por la Alternativa Albanesa (AA) y la Nueva Fuerza Democrática (FORCA). El AA, acusó al régimen del DPS de terror y falta de respeto a los albaneses étnicos de Montenegro.

#### Partido Popular Socialista
El Partido Popular Socialista de Montenegro (SNP) eligió a Srđan Milić, líder del partido, como su candidato.

#### Otros partidos
El Partido bosnio decidió, como dos partidos minoritarios albaneses, abstenerse de respaldar a ningún candidato. El Partido Popular decidió por unanimidad el 3 de febrero de 2008 que no participaría en las elecciones, pero apoyó a los dos candidatos de la oposición que representan a los partidos del antiguo bloque pro serbio.

#### Independientes
El profesor Blagota Mitrić de la Facultad de Derecho de la Universidad de Montenegro, había anunciado que se postularía para presidente, pero no logró reunir suficientes firmas para convertirse en candidato oficial. Este también fue el caso de Dragan Hajduković, un ecologista que había participado regularmente en las elecciones presidenciales anteriores.
Vasilije Miličković, presidente de la Asociación de Accionistas Minoritarios de la Empresa Eléctrica de Montenegro, había anunciado que se postularía para presidente como candidato independiente, solo si el expresidente y primer ministro Milo Đukanović también se postulaba para ese puesto.

## Resultados
Los resultados de las votaciones fueron los siguientes:
|  | 51.89 % |

|  | 19.55 % |

|  | 16.64 % |

|  | 11.92 % |

|  | 100 % |

|  | 98.60 % |

|  | 1.40 % |

|  | 68.20 % |

|  | 31.80 % |

|  | 100 % |